# Carroll County (Virginie)
Carroll County je okres amerického státu Virginie založený v roce 1842. Hlavním městem je Hillsville. Pojmenovaný je podle jednoho ze signatářů americké deklarace nezávislosti Charlese Carrolla. Žije zde přibližně 29 tisíc obyvatel.

## Sousední okresy
| Růžice kompasu | Wythe County   | Pulaski County    | Floyd County   | Růžice kompasu |
| Růžice kompasu | Grayson County | Sever             |                | Růžice kompasu |
| Růžice kompasu | Grayson County | Carroll County    |                | Růžice kompasu |
| Růžice kompasu | Grayson County | Jih               |                | Růžice kompasu |
| Růžice kompasu |                | Surry County (NC) | Patrick County | Růžice kompasu |